# Анцута, Ежи Казимир
Ежи Казимир Анцута (около 1650, Подляшье — 16 мая 1737, Вильно) — религиозный и государственный деятель Великого княжества Литовского. Референдарий великий литовский (1715—1737). Епископ-суффраган виленский (1723—1737).

## Биография
Шляхтич герба Анцута. Брат виленского епископа Мацея Юзефа Анцута, религиозного и государственного деятеля Великого княжества Литовского.
Образование получил в Виленской академии и в Римском университете «Сапиенца», получил научную степень доктора обоих прав.
С 1708—1724 годах служил каноником виленской капитулы.
В 1718 году сейм по его предложению исключил из своего состава диссидентов и запретил дальнейшее избрание в состав сейма лиц не католической веры.
В 1723 году был назначен титулярным епископом антипатридским в Палестине и суффраганом Вильно.
С 1724 года — настоятель в Новогрудковский и Ляховичский. Кантор королевской виленской часовни святого Казимира в 1724 году, схоластик виленский в 1728 году, архидиакон в 1731 году.
С 31 августа 1715 до своей смерти в 1737 году — Референдарий великий литовский.
Под именем епископа Анцута иезуит С. Сакульский издал две книги против иноверцев («Jus plenum religionis catholicae in Regno Poloniae et Magno Ducatu Lithuaniae», 1719 и «Studiodromus orthodoxus», 1721).